# Xã Culpepper, Quận Van Buren, Arkansas
Xã Culpepper (tiếng Anh: Culpepper Township) là một xã thuộc quận Van Buren, tiểu bang Arkansas, Hoa Kỳ. Năm 2010, dân số của xã này là 362 người.